# كويلة رينالدية
كويلة رينالدية (الاسم العلمي: Coilia reynaldi) (بالإنجليزية: Reynald's grenadier anchovy)‏ هي نوع من الأسماك تتبع جنس الكويلة من الفصيلة البلمية.